# ستانلي كول (لاعب كرة الماء)
ستانلي كول (بالإنجليزية: Stanley Cole)‏ هو لاعب كرة الماء أمريكي، ولد في 12 أكتوبر 1945 في دوفر في الولايات المتحدة، وتوفي في 26 يوليو 2018 في إنسينيتاس في الولايات المتحدة بسبب سرطانة الأقنية الصفراوية.

## وصلات خارجية
- ستانلي كول على موقع الاتحاد الدولي للسباحة (الإنجليزية)
- ستانلي كول على موقع قاعة مشاهير السباحة الأمريكية (الإنجليزية)
- ستانلي كول على موقع اللجنة الأولمبية الدولية (الإنجليزية)
- ستانلي كول على موقع أوليمبيديا (الإنجليزية)